# هیئت دولت جمهوری اسلامی ایران
هیئت دولت جمهوری اسلامی ایران، کابینه دولت کشور ایران و رکن اصلی قوه مجریه ایران است که ریاست آن را رئیس‌جمهور ایران برعهده دارد. هم‌اکنون هیئت دولت ایران متشکل از ۱۹ وزیر، حداقل ۶ معاون رئیس‌جمهور و تعدادی دیگر از مقامات کشور می‌باشد.
رئیس‌جمهور نام وزیران دولت خود را برای اخذ رأی اعتماد توسط نمایندگان به مجلس شورای اسلامی معرفی می‌کند و وزیران پس از اخذ رأی به‌عنوان وزیر در وزارت‌خانهٔ خود مشغول به فعالیت می‌شوند. معاونان رئیس‌جمهور برخلاف هیئت وزیران، نیازی به رأی اعتماد از سوی مجلس ندارند و به صورت مستقیم توسط شخص رئیس‌جمهور انتخاب  شده و به سمت خود منصوب می‌شوند.
عرف رایج چنین است که نام ۴ تن از هیئت وزیران شامل وزیر امور خارجه، وزیر اطلاعات، وزیر کشور و وزیر دفاع و پشتیبانی نیروهای مسلح پیش از معرفی به مجلس، باید با رهبر جمهوری اسلامی ایران هماهنگ شده و موافقت وی را کسب نمایند. همچنین وزیر دادگستری نیز توسط رئیس قوه قضائیه به رئیس‌جمهور معرفی می‌شود.
پس از رئیس‌جمهور، معاون اول رئیس‌جمهور، دومین مقام عالی‌رتبه در هیئت دولت ایران می‌باشد که در صورت غیاب رئیس‌جمهور، وی ریاست جلسات هیئت دولت را برعهده می‌گیرد.

## اعضای هیئت دولت
اعضای هیئت دولت و وضعیت حق رأی آن‌ها طبق ماده‌های ۲ و ۳ آیین‌نامهٔ داخلی هیئت دولت به صورت زیر است:
| مقام                                        | حضور دائم | حق رأی |
| ------------------------------------------- | --------- | ------ |
| رئیس‌جمهور                                   | آری       | آری    |
| وزیران                                      |           |        |
| وزیر آموزش و پرورش                          | آری       | آری    |
| وزیر ارتباطات و فناوری اطلاعات              | آری       | آری    |
| وزیر اطلاعات                                | آری       | آری    |
| وزیر امور اقتصادی و دارایی                  | آری       | آری    |
| وزیر امور خارجه                             | آری       | آری    |
| وزیر بهداشت، درمان و آموزش پزشکی            | آری       | آری    |
| وزیر تعاون، کار و رفاه اجتماعی              | آری       | آری    |
| وزیر جهاد کشاورزی                           | آری       | آری    |
| وزیر دادگستری                               | آری       | آری    |
| وزیر دفاع و پشتیبانی نیروهای مسلح           | آری       | آری    |
| وزیر راه و شهرسازی                          | آری       | آری    |
| وزیر صنعت، معدن و تجارت                     | آری       | آری    |
| وزیر علوم، تحقیقات و فناوری                 | آری       | آری    |
| وزیر فرهنگ و ارشاد اسلامی                   | آری       | آری    |
| وزیر کشور                                   | آری       | آری    |
| وزیر میراث فرهنگی، گردشگری و صنایع دستی     | آری       | آری    |
| وزیر نفت                                    | آری       | آری    |
| وزیر نیرو                                   | آری       | آری    |
| وزیر ورزش و جوانان                          | آری       | آری    |
| معاونان رئیس‌جمهور                           |           |        |
| معاون اول                                   | آری       | متغیر  |
| معاون اجرایی                                | آری       | نه     |
| معاون امور توسعه روستایی و مناطق محروم کشور | نه        | نه     |
| معاون امور زنان و خانواده                   | نه        | نه     |
| معاون امور مجلس                             | آری       | نه     |
| معاون حقوقی                                 | آری       | نه     |
| معاون راهبردی                               | نه        | نه     |
| معاون علمی، فناوری و اقتصاد دانش‌بنیان       | نه        | نه     |
| رئیس بنیاد شهید و امور ایثارگران            | نه        | نه     |
| رئیس سازمان اداری و استخدامی کشور           | آری       | نه     |
| رئیس سازمان انرژی اتمی ایران                | نه        | نه     |
| رئیس سازمان برنامه و بودجه کشور             | آری       | نه     |
| رئیس سازمان حفاظت محیط زیست                 | نه        | نه     |
| رئیس سازمان ملی استاندارد ایران             | نه        | نه     |
| سایر مقامات کشوری                           |           |        |
| دبیر هیئت دولت                              | آری       | نه     |
| رئیس سازمان صداوسیما                        | آری       | نه     |
| رئیس کل بانک مرکزی ایران                    | آری       | نه     |

شرکت اشخاص دیگر، منوط به موافقت رئیس جلسه است.

## کمیسیون‌های دائمی
کمیسیون‌های دائمی هیئت دولت به شرح زیر است:
1. کمیسیون اقتصاد
2. کمیسیون مدیریت امور عمومی و سرمایهٔ انسانی
3. کمیسیون فرهنگی و اجتماعی
4. کمیسیون زیربنایی، صنعت و محیط زیست
5. کمیسیون حقوقی و قضایی
6. کمیسیون سیاسی و دفاعی
7. کمیسیون علمی، فناوری و هوشمندسازی

## یادداشت
1. ↑  فقط در صورتی که ادارهٔ جلسهٔ هیئت دولت به عهدهٔ او باشد، حق رأی خواهد داشت.